# Bannapone mulanae
Bannapone mulanae is een mierensoort uit de onderfamilie van de Amblyoponinae. De wetenschappelijke naam van de soort is voor het eerst geldig gepubliceerd in 2000 door Xu.